# Бергрот, Эрнст Эвальд
Эрнст Эвальд Бергрот (фин. Kersti Bergroth; 1 апреля 1857, Пиетарсаари, Великое княжество Финляндское, Российская империя — 22 ноября 1925, Таммисаари, Финляндия) — финский врач, энтомолог.

## Биография
Обучался в Императорском Александровском (Гельсингфорсском) университете. Затем изучал медицину и естествознание в Стокгольмском университете, который окончил в 1886 году. Работал врачом в г. Таммела. С 1893 по 1905 год занимался медицинской практикой в Таммерфо́рсе.
В 1906 году отправился в США. До 1911 года — врач в Дулуте (штат Миннесота). После возвращения на родину Бергрот жил в Туртоле (ныне Пелло), Йямся и Таммисаари, где и умер в ноябре 1925 года.
Ещё будучи студентом, Бергрот интересовался естественной историей и в 1875 году стал членом Societas pro Fauna et Flora Fennica.
В 1877 году он принял участие в исследовательской экспедиции по реке Енисей в Сибири. Бергрот специализировался на изучении комаров-долгоножек семейства Tipulidae и клопах подотряда полужесткокрылых (Heteroptera).
Автор более 300 публикаций. Свободно говорил и писал на многих языках, в том числе, на немецком, латинском, английском, французском, шведском и итальянском языках.
Автор зоологических таксонов
- Adelphomyia (A. acicularis — A. apoana — A. basilobula — A. biacus — A. breviramus — A. caesiella — A. carbonicolor — A. discalis — A. excelsa — A. ferocia — A. flavella — A. luzonensis — A. macrotrichiata — A. otiosa — A. paucisetosa — A. pilifer — A. platystyla — A. prionolaboides — A. punctum — A. rantaizana — A. reductana — A. saitamae — A. satsumicola — A. simplicistyla);
- Chondroptera ;
- Crypteria (C . basistylata — C . claripennis — C . haploa — C . limnophiloides — C . luteipennis — C . spectralis)